# 571
571 foi um ano comum do século VI que teve início e terminou a uma quinta-feira, segundo o Calendário Juliano. a sua letra dominical foi D
| Ano completo                        |
| ----------------------------------- |
| Ano comum com início à quinta-feira |

## Eventos
- Vardanes III Mamicônio inicia uma rebelião na Armênia, contra o Império Sassânida, contando com o apoio do Império Bizantino.[1]

## Nascimentos
- Ano provável do nascimento de Maomé.[2]

## Mortes
- Kimmei, 29º imperador do Japão.